# Анален стадий
Аналният стадий в психологията е термин, използван от Зигмунд Фройд за описване на развитието през втората година от живота, в която детското удоволствие и конфликти се центрират в аналната зона. Този стадий е пример за удоволствието на прохождащото дете в контролирането на неговите черва. Това е вторият от психосексуалните стадии на Фройд. Според теорията на Фройд невъзможността да се разрешат конфликтите на този етап може да доведе до анално задържаща или анално изхвърляща фиксация.
Когато физическата способност за контрол на сфинктера се развие (на 2 – 3 годишна възраст), детското внимание се премества от оралната към аналната зона.
Тази промяна осигурява по-нататъшен отдушник за либидното удовлетворение (анален еротизъм) и за появата на агресивен нагон (анален садизъм).
Когато на този етап има прекомерно задоволяване, то води до развиване на изключително силни, неорганизирани индивидуални особености. Когато задоволяването не се появява, индивидът се превръща в изключително организиран.

## Анална фиксация
Аналната фиксация може да бъде предизвикана от прекалени наказания по време на обучението за ползване на тоалетната и има два възможни изхода:
- Анално задържащата личност е свидлива с натрапливо търсене на ред и чистота. Личността е основно ината и перфекционистка.
- Анално изхвърлящата личност е противоположност на анално задържащата и има малък самоконтрол, основно е немарлива и разхвърляна.